# الویس ساختمان را ترک کرد
الویس ساختمان را ترک کرد (به انگلیسی: Elvis Has Left the Building) فیلمی محصول سال ۲۰۰۴ و به کارگردانی جوئل زوئیک است. در این فیلم بازیگرانی همچون جان کوربت، کیم بیسینگر، آنی پاتس، شان آستین، مایک استار، فیل لویس، دنیس ریچاردز، فیلیپ چارلز مکنزی و تام هنکس ایفای نقش کرده‌اند.